# Emma (namn)

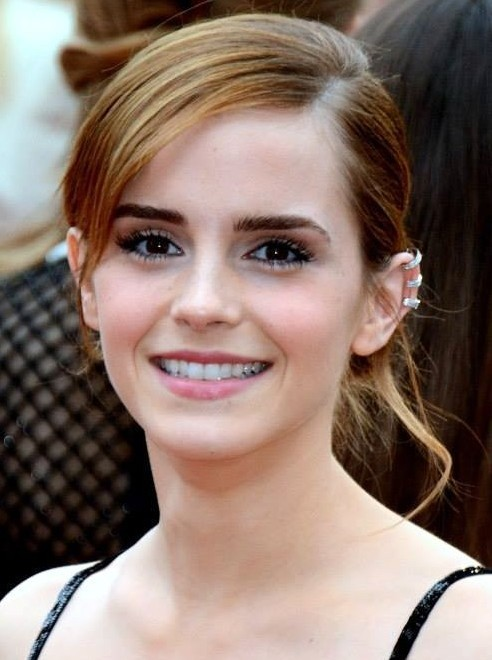
Emma Watson

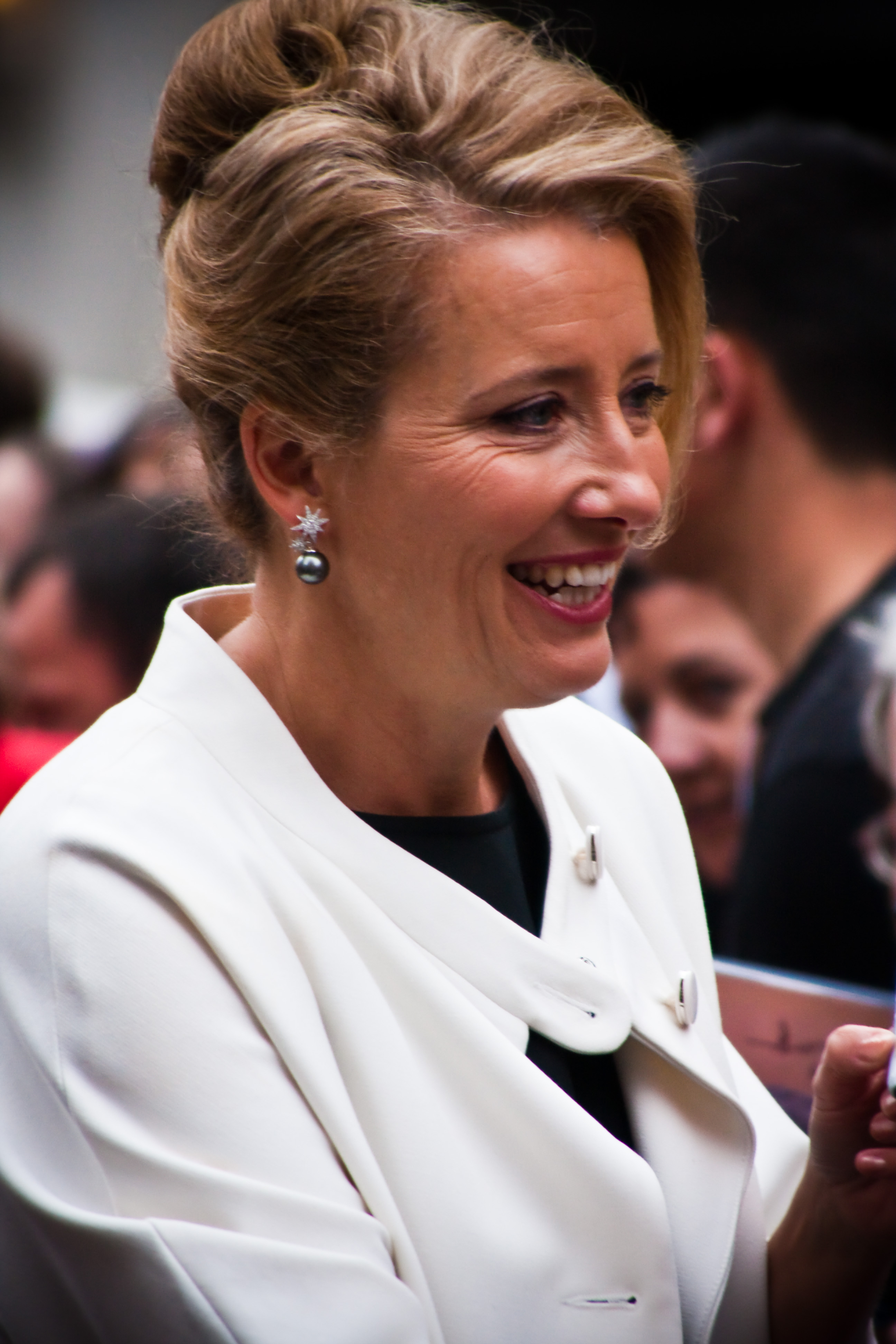
Emma Thompson

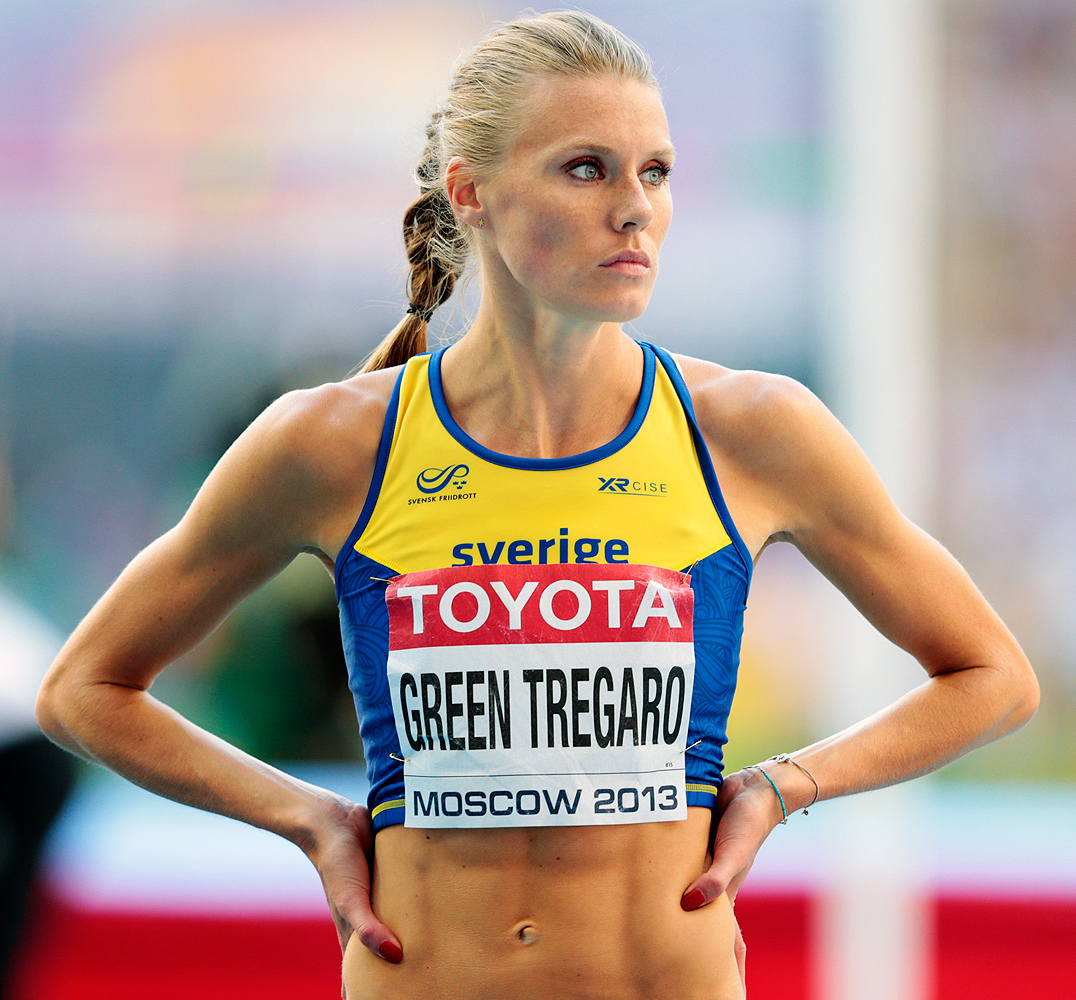
Emma Green

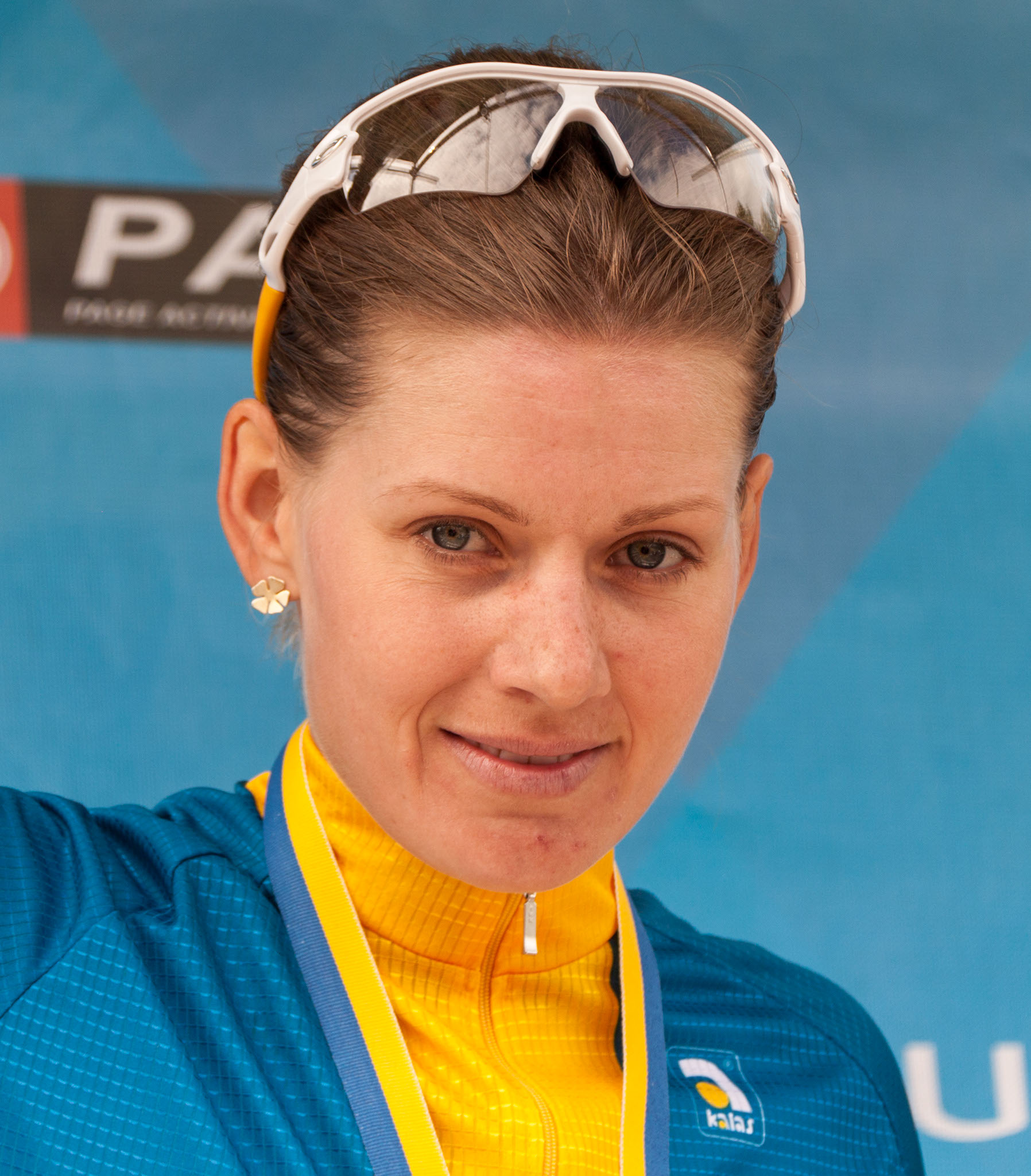
Emma Johansson

Emma är ett kvinnonamn av tyskt ursprung, från början ett smeknamn för namn på Erm(in)-, Irm(in)- 'stor, väldig', senare även smeknamn för Emilia. Emma kan även vara en kortform av Emerentia som betyder den värdiga. Det äldsta belägget i Sverige är från år 1766.
Emma var/är under början av 2000-talet ett av de populäraste flicknamnen i Sverige; åren 1998–1999 samt 2002–2006 var Emma det vanligaste namnet för nyfödda flickor. Sedan början på 1990-talet har namnet legat på första eller andra plats på topp-listan varje år. I de äldre generationerna är Emma inte ens med bland de 100 vanligaste namnen. Under slutet av 1800-talet var Emma däremot mycket populärt och 1875 var Emma det åttonde vanligaste förnamnet.
Den 31 december 2014 fanns det totalt 72 705 kvinnor folkbokförda i Sverige med namnet Emma, varav 48 881 bar det som tilltalsnamn.
Namnsdag: I Sverige 23 juli. I den finlandssvenska namnsdagslängden har Emma namnsdag 19 maj sedan 1950.

## Personer med namnet Emma
- Emma av Altdorf, bayersk drottning
- Emma av Italien, fransk drottning
- Emma av Normandie, engelsk drottning
- Emma av Waldeck-Pyrmont, nederländsk drottning
- Emma Adbåge, svensk barnboksförfattare och barnboksillustratör
- Emma Albani, kanadensisk operasångerska
- Emma Ania, brittisk friidrottare
- Emma Barton, brittisk fotograf
- Emma Bedzjanjan, armenisk sångerska
- Emma Bendz, svensk författare
- Emma Berglund, svensk fotbollsspelare, OS-silver 2016
- Emma Bonino, italiensk politiker, fd minister och EU-kommissionär
- Emma Bunton, brittisk sångerska (Spice Girls)
- Emma Carlsson Löfdahl, svensk politiker (fp)
- Emma Caulfield, amerikansk skådespelare
- Emma Chambers, brittisk skådespelare
- Emma Dahlström, svensk freestyleskidåkare
- Emma Eliasson, svensk ishockeyspelare
- Emma Forsayth, samoansk affärskvinna
- Emma Fürstenhoff, svensk konstnär
- Emma Gad, dansk författare
- Emma George, australisk friidrottare
- Emma Goldman, litauisk politisk aktivist
- Emma Gray Munthe, svensk programledare och filmkritiker
- Emma Green, svensk friidrottare
- Emma Hamberg, svensk författare, illustratör, programledare och chefredaktör
- Emma Hamilton, brittisk dansös, modell och societetsdam
- Emma Hansson, svensk skådespelare och komiker
- Emma Henriksson, svensk politiker (kd)
- Emma Hult, svensk politiker (mp)
- Emma Igelström, svensk simmare
- Emma Johansson, svensk cyklist
- Emma Kaleleonalani, drottning av Hawaii
- Emma Kirkby, brittisk sångerska (sopran)
- Emma Knyckare, svensk komiker och radiopratare
- Emma Larsson, svensk gymnast
- Emma Lathen, författarpseudonym
- Emma Lazarus, amerikansk poet
- Emma Livry, fransk ballerina
- Emma Lundberg, svensk konstnär
- Emma Marrone, italiensk sångerska
- Emma Meissner, svensk operettsångerska
- Emma Moffatt, australisk triatlet
- Emma Molin, svensk skådespelare
- Emma Nevada, amerikansk operasångerska
- Emma Nilsdotter, svensk sångerska
- Emma Nilsson, svensk skidskytt
- Emma Nohrén, svensk politiker (mp)
- Emma Nordin, svensk ishockeyspelare
- Emma Nylén, svensk musiker
- Emma Peters, svensk skådespelare
- Emma Pooley, brittisk tävlingscyklist
- Emma Pucek, svensk sångerska
- Emma Roberts, amerikansk skådespelare
- Emma Rommel, svensk operasångerska och skådespelare
- Emma Samms, brittisk skådespelare
- Emma Samuelsson, svensk fäktare
- Emma Samuelsson, svensk skådespelare
- Emma Snowsill, australisk triatlet
- Emma Sparre, svensk konstnär
- Emma Stone, amerikansk skådespelare
- Emma Thompson, brittisk skådespelare och manusförfattare
- Emma Vall, författarpseudonym
- Emma Vetter, svensk operasångerska
- Emma Wallrup, svensk politiker (v)
- Emma Watson, brittisk skådespelare
- Emma Wiberg, svensk textilkonstnär
- Emma Wiehe, dansk skådespelare
- Emma Wiesner, svensk politiker (c), europaparlamentariker
- Emma Wikén, svensk skidåkare, bragdmedaljör
- Emma Wiklund (Sjöberg), svensk fotomodell
- Emma Zetterberg, svensk dokusåpadeltagare (Expedition Robinson)
- Emma Zorn, hustru till konstnären Anders Zorn, initiativtagare till Zornmuseet

## Fiktiva personer med förnamnet Emma
- Emma Callon, gift Fogarty, i tv-serien Onedinlinjen, spelades av Jane Seymour (1972 och 1973).
- Emma Woodhouse, titelperson i Jane Austens roman Emma från 1816.